# Pontellas (Porriño)
Santiago de Pontellas es una parroquia del municipio de O Porriño, en la provincia de Pontevedra, Galicia, España.
Contaba en 2018 con 1.412 habitantes, repartidos en 14 entidades de población: A Abelenda, A Arrotea, A Bouza, Cadaval, A Cantoña, Centeáns, Cochilra, A Igrexa, A Louriña, O Outeiro, A Pousadela, Quintenla, Santo André y A Sé.
Cuenta con un equipo de fútbol, el Club Deportivo Pontellas.